# 松宮清長
松宮 清長（まつみや きよなが）は、戦国時代から安土桃山時代にかけての武将。若狭武田氏の家臣。長講堂領吉田荘の代官を務めた。

## 略歴
若狭国守護・武田義統に仕えた。遠敷郡東部に勢力を張り、膳部山城主の他、瓜生城主として瓜生・井ノ口・天徳寺、熊川を領す。松宮氏被官だった沼田氏が沼田清延の時代に熊川城を築くと、永禄12年（1569年）、沼田一族を攻め、子・左馬亮を熊川城主とした。結果、新道・河内・熊川を得て三宅庄まで進出し、近江国から若狭へ入る街道筋を掌握した。
元亀元年（1570年）4月22日、織田信長が朝倉義景討伐のため越前へ侵攻する際（第一次越前侵攻）、若狭国内の諸将と共に信長を出迎え、熊川城を「若州熊川松宮玄蕃所」として提供する。粟屋勝久らと共に敦賀の手筒山城攻めを始め信長軍として活躍し、元亀4年（1575年）の朝倉義景攻め（第二次越前侵攻）に参陣。天正3年（1575年）7月1日、武田元明に随従して上京、相国寺にて信長に謁見した。同年8月の越前一向一揆討伐戦に若狭衆として参加。海賊衆を率いて一揆と戦う。その後、賤ヶ岳の戦いで柴田勝家軍にやられる。